# Syrmaticus ellioti

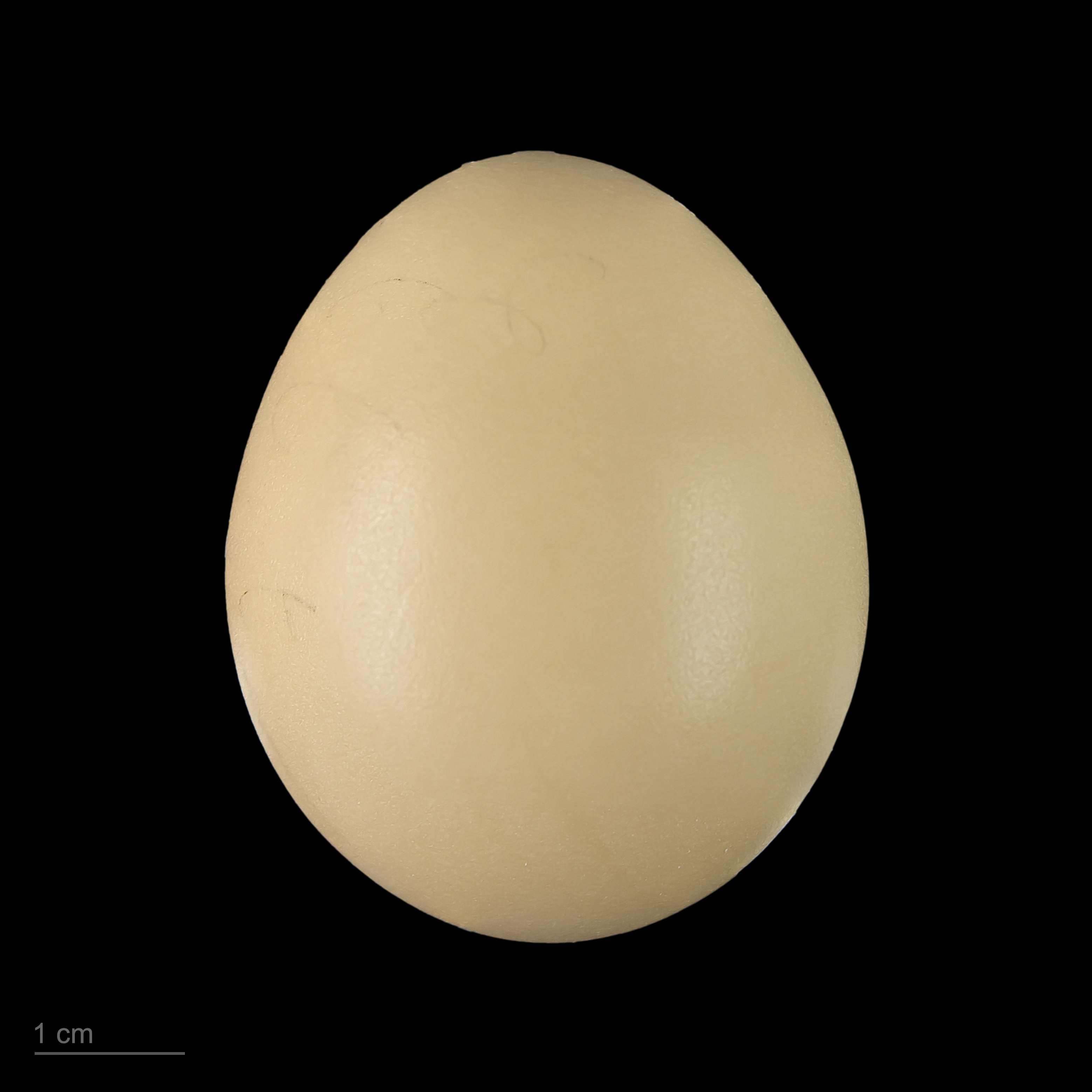
Syrmaticus ellioti - MHNT

El faisán de Elliot (Syrmaticus ellioti) es una especie de ave de la familia Phasianidae. Es una de las aves más robustas pero asustadizas de su género, teniendo la capacidad de volar plenamente desarrollada. Su nombre ha sido otorgado en reconocimiento al ornitólogo estadounidense Daniel Giraud Elliot.
El faisán de Elliot es endémico de China, donde vive en los bosques siempre verdes y en las montañas del sureste del país, a altitudes de hasta 1900 m. Su dieta está compuesta principalmente de semillas, hojas y bayas. Debido a la continua pérdida de hábitat y la caza abusiva para consumo humano, la especie se clasifica como casi amenazada en la Lista Roja de Especies Amenazadas de la IUCN.

## Descripción
El macho es de color dorado-rojo en la parte superior del cuerpo; blanco en el lomo, la cabeza y el cuello; y negro en la garganta. Su pecho es dorado-rojo con pequeños puntos negros, y el lomo blanco rayado a negro. La carúncula es pequeña y roja. La cola miden de 30 a 50 cm de largo; es rayada verticalmente de color marrón dorado y blanco siendo el nacimiento de la cola ligeramente dorado. Tiene patas grises, fuertes. Ojos de color marrón. Un adulto de Syrmaticus ellioti pesa aproximadamente 1 kg.
La hembra es muy esbelta, de cabeza color marrón, garganta negra, nuca y espalda marrón. Posee una cola de unos 18 cm de color marrón claro y rayada en negro.

## Reproducción
Son monógamos, con una capacidad de cópula de 5 veces al día. La parada nupcial comienza en abril, es la misma temporada que la del faisán venerado (Syrmaticus reevesii). Su puesta es de 9-12 huevos anuales, los cuales incuban durante aproximadamente 24 días.